# پریمولین (آنتوسیانین)
پریمولین (آنتوسیانین) (به انگلیسی: Primulin (anthocyanin)) با فرمول شیمیایی C۲۳H۲۵ClO۱۲C۲۳H۲۵O۱۲+ یک ترکیب شیمیایی با شناسه پاب‌کم ۹۴۴۰۹ است. که جرم مولی آن ۵۲۸٫۸۹ g/mol می‌باشد. 